# You're my world
You're my world is een lied dat vanaf 1963 door de jaren heen door talloze artiesten is opgenomen. You're my world is de Engelstalige cover van Umberto Bindi's Il mio mondo. Er zijn echter ook vertalingen naar bijvoorbeeld het Frans (Ce monde), Fins, Zweeds en Deens bekend. De aanstichter van dat alles is George Martin, de vijfde Beatle. Het originele nummer viel hem op en hij zag er wel wat in voor zijn protegé Cilla Black.

## Cilla Black
Martin en Black namen het op in de Abbey Road Studio in een arrangement van Johnny Pearson. Op de achtergrond is het koortje The Breakaways te horen met gitarist Judd Proctor. Volgens Black zelf is de stem van haar (toen) toekomstige man Bobby Willis ook te horen. Het nummer maakt een ware zegetocht door de verschillende landen. In de Amerikaanse Billboard Hot 100 bleef het succes beperkt met een pieknotering op plaats 26 (augustus 1964); het bleef daarmee Black’s enige top 40 notering aldaar. In het Verenigd Koninkrijk was het succes substantiëler. You're my world stond daar zeventien weken genoteerd in de Britse Single Top 50, waarbij het vier weken op de nummer 1-positie stond. Het lied haalde eveneens een nummer 1-positie in Australië. Ook werden goede verkoopcijfers gehaald in Nieuw-Zeeland, Nederland, Denemarken, Zweden, Noorwegen en Canada. Black zou in 1985 en in 1993 het lied opnieuw opnemen, waarbij het orkest vervangen werd door synthesizers.

### NPO Radio 2 Top 2000
| Nummer met noteringen in de NPO Radio 2 Top 2000 | '99  | '00-'02 | '03  |
| ------------------------------------------------ | ---- | ------- | ---- |
| You're my world (Cilla Black)                    | 1847 | -       | 1957 |

1. ↑  Een '-' betekent dat het nummer niet was genoteerd en een vetgedrukt getal geeft de hoogste notering aan.
2. ↑  Deze tabel is bijgewerkt tot en met de laatste editie (2024).

## Richard Anthony
Een apart geval zijn de opnamen van Richard Anthony. Hij zong de Franse versie Ce monde de hitparades in van Frankrijk en Waals België. In Frankrijk wist hij zes weken de nummer 1-positie vast te houden. Behalve dat Anthony een Franse hit had, had hij met Il mio mondo (de originele titel dus) een hit in Italië; hij haalde net de Top 20 aldaar, terwijl het origineel geen hit was geweest in Italië. Anthony bracht ook nog een Spaanse versie uit onder Mi mundo, dat goed verkocht in Argentinië en Spanje (nr. 1 aldaar).

## Helen Reddy
Helen Reddy had met haar versie een bescheiden hit in de Verenigde Staten. Ze haalde ermee de achttiende plaats in de Billboard Hot 100. Onderzoek bracht aan het licht dat dat voornamelijk kwam door de verkopen in en om Chicago en Buffalo, terwijl elders het plaatje nauwelijks verkocht. Reddy nam het op onder muziekproducent Kim Fowley in een arrangement van David Carr. Het gerucht gaat dat Ritchie Blackmore te horen is als gitarist op deze versie. De muziekgroep Deep Purple deelde op dat moment in Jeff Wald (tevens meneer Reddy) hetzelfde management met Reddy. Door een (achteraf gezien) ongelukkige keuze werd You're my world in Engeland uitgebracht als B-kant van Long distant love, dat geen groot commercieel succes had.

## Guys 'n' Dolls
Voor Nederland en België volgde er nog een succes voor de singleversie van Guys 'n' Dolls van studioalbum Together. Deze Britse muziekgroep werd in hun thuisland met dit nummer over het hoofd gezien, maar in de lage landen zongen Dominic Grant en Martine Howard het naar nummer 1. De titel waaronder dat gebeurde wisselde tussen You're my world en You are my world, met B-kant Just loving you. Deze versie verkocht voorts redelijk in Duitsland.

## Hitnotering

### Nederlandse Top 40
| Positie: | 17 | 7 | 3 | 2 | 1 | 1 | 1 | 2 | 2 | 7 | 12 | 15 | 28 | 34 | 40 | uit |

### NederlandseDaverende 30
| Positie: | 25 | 16 | 6 | 3 | 1 | 1 | 1 | 1 | 2 | 2 | 3 | 7 | 15 | 24 | uit |

### BelgischeBRT Top 30
| Positie: | 22 | 15 | 7 | 2 | 1 | 1 | 1 | 2 | 3 | 2 | 5 | 15 | uit |

### VlaamseUltratop 30
| Positie: | 22 | 12 | 6 | 2 | 2 | 1 | 1 | 2 | 2 | 2 | 4 | 10 | 23 | uit |

## Overig
In 1964 bracht Shirley Zwerus het uit op Imperial (catalogusnummer 610) met B-kant Who knows why. Het bleef bij een bescheiden succesje. Een afwijkende versie kan gevonden worden op het album Finished product van saxofonist Piet Noordijk. Het album bevat een tiental instrumentale covers van hits destijds.